# Trisopsis abdominalis
Trisopsis abdominalis är en tvåvingeart som beskrevs av Boris Mamaev 1961. Trisopsis abdominalis ingår i släktet Trisopsis och familjen gallmyggor. Inga underarter finns listade i Catalogue of Life.